# Rio Fofeldea
O Rio Fofeldea é um rio da Romênia, afluente do Hârtibaciu, localizado no distrito de Sibiu.